# Bretigney-Notre-Dame
Bretigney-Notre-Dame là một xã của tỉnh Doubs, thuộc vùng Bourgogne-Franche-Comté, miền đông nước Pháp.